# انجيلو هنريكيز
انجيلو خوسيه هنريكيز (بالإسبانية: Ángelo Henríquez)‏ لاعب كرة قدم تشيلي ، ومهاجم نادي مانشستر يونايتد الإنجليزي، ويمثل منتخب تشيلي لكرة القدم في كوبا أمريكا 2015 .

## روابط خارجية
- انجيلو هنريكيز على موقع قاعدة بيانات كرة القدم.إي يو (الإنجليزية)
- انجيلو هنريكيز على موقع ليكيب (الفرنسية)
- انجيلو هنريكيز على موقع ناشيونال فوتبول تيمز (الإنجليزية)
- انجيلو هنريكيز على موقع Soccerbase.com (لاعب) (الإنجليزية)
- انجيلو هنريكيز على موقع Soccerway.com (الإنجليزية)
- انجيلو هنريكيز على موقع عالم كرة القدم.نت (الإنجليزية)
- انجيلو هنريكيز على موقع AS.com (الإسبانية)